# 泰纳克
泰纳克（法語：Thénac，法語發音：[tenak]）是法国滨海夏朗德省的一个市镇，位于该省中南部，属于桑特区。

## 地理
泰纳克（45°40'4"N, 0°39'15"W）面积19.17 平方千米，位于法国新阿基坦大区滨海夏朗德省，该省份为法国西部滨海省份，北起旺代省，西临大西洋，南至吉倫特省，东南接多爾多涅省，东北接德塞夫勒省接壤，东临夏朗德省。
与泰纳克接壤的市镇（或旧市镇、城区）包括：谢尔米尼亚克、莱贡、普雷吉亚克、雷托、里乌、桑特、泰松。

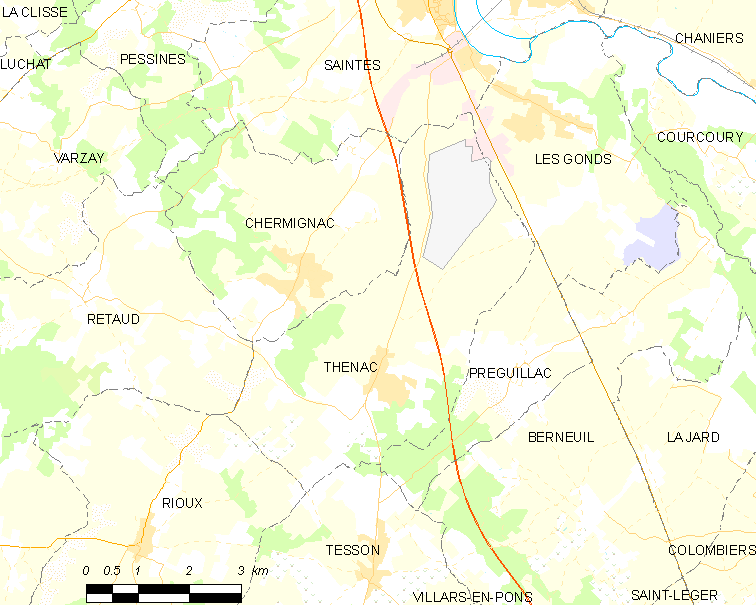
泰纳克的OSM定位图

泰纳克的时区为UTC+01:00、UTC+02:00（夏令时）。

## 行政
泰纳克的邮政编码为17460，INSEE市镇编码为17444。

## 政治
泰纳克所属的省级选区为泰纳克县。

## 人口

1962-2008年间泰纳克人口变化图示

泰纳克于2022年1月1日时的人口数量为1702人。